# Dactylolabis (Bothrophorus) monstrosa
Dactylolabis (Bothrophorus) monstrosa is een tweevleugelige uit de familie steltmuggen (Limoniidae). De soort komt voor in het Palearctisch gebied.